# Soudron
 Soudron  es una población y comuna francesa, en la región de Champaña-Ardenas, departamento de Marne, en el distrito de Châlons-en-Champagne y cantón de Écury-sur-Coole.

## Demografía
| 307 | 288 | 243 | 249 | 287 | 297 |
| Para los censos de 1962 a 1999 la población legal corresponde a la población sin duplicidades (Fuente: INSEE [Consultar]) |     |     |     |     |     |